# Championnat de France féminin de handball à onze 1952-1953
Navigation
Saison 1951-1952 Saison 1953-1954
Le Championnat de France 1952-1953 est la onzième édition du Championnat de France féminin de handball à onze. Ce format se joue à 11 joueuses sur un terrain de football et va peu à peu être définitivement remplacé par son format à sept joueuses. Comme depuis 1944, ce championnat de France est disputé sous forme de coupe de France.
La compétition est remportée pour la deuxième fois par le Fémina Sport, vainqueur en finale de l'US Métro. L'École Simon-Siégel, tenant du titre, quintuple champion et vainqueur du championnat à 7, est éliminé en demi-finale par le Fémina Sport.

## Résultats
Le premier tour éliminatoire met aux prises, sur le terrain du premier club nommé, les clubs suivants :
- ASPOM Bordeaux vs. CA Béglais,
- Rhodia Club Roussillon vs. SMFUC
- ASU Lyon vs. CGES Lyon
- ES Stains vs. CM Aubervilliers
- CSA Molière vs. Stade français.

Les résultats ne sont pas connus.
Les matchs et résultats des tours suivants ne sont pas connus.
Les demi-finales, disputés le même jour et sur les mêmes lieux que la Coupe de France masculine, sont notamment marqués par le choc entre les deux meilleures équipes françaises, le Fémina Sport et l'École Simon-Siégel :
- à Asnières, stade municipal « Léo-Lagrange »  à 14h45 : US Métro b. Paris UC forfait ;
- à Ivry, stade Clerville à 14h00 : Fémina Sport b. École Simon-Siégel 6-4 (3-1).

En finale, deux prolongations ont été nécessaire au Fémina Sport (huit fois gagnant de la Coupe de France) pour venir à bout de l'US Métro 5 à 3 (3-3 à la fin du temps réglementaire).